# Carnusok
A carnusok az alpesi Carnicae déli oldalán lakó, kelta eredetű ókori nép. Országuk neve Carnia volt, amelyet meghódítása után részint Itáliához csatoltak, részint pedig átvezetőül szolgált Dalmatiába. Városai közül nevezetesebbek: Julius Carnicum (ma: Zuglio), Forum Julii (a frank – longobárd korszakban Friaul őrgrófság), Aquileia és Tergeste (ma: Trieszt). Livius és Sztrabón említi őket.